# 샤인 어 라이트
《샤인 어 라이트》(Shine A Light)는 미국에서 제작된 마틴 스콜세지 감독의 2007년 다큐멘터리 콘서트 영화이다. 롤링 스톤스가 2006년 비콘 시어터에서 수행한 어 비거 뱅 투어 공연이다. 믹 재거 등이 주연으로 출연하였고 스티브 빙 등이 제작에 참여하였다.

## 제작
마틴 스코세이지는 2006년 10월 29일과 11월 1일 비컨 극장에서 롤링 스톤스를 촬영했지만, 영화에 사용된 퍼포먼스 영상은 모두 두 번째 쇼에서 가져온 것이다. 음악은 밥 클리어마운틴이 녹음, 믹싱, 공동 프로듀싱했다. 오디오 녹음은 데이비드 휴잇과 함께 실버 트럭에서 진행되었다. 콘서트 영상 앞에는 쇼 준비에 대한 짧은 반(半)픽션 소개가 나오며, 역사적인 뉴스 클립과 밴드 멤버들과의 인터뷰가 중간중간 삽입되어 있다.
영화 촬영을 위해 투어 일정에 추가된 이 퍼포먼스는 투어의 다른 쇼들과는 다른 세트리스트를 특징으로 했으며 (아래 참조), 전 미국 대통령 빌 클린턴과 당시 미국 상원 의원이었던 그의 아내 힐러리 클린턴, 그리고 전 폴란드 대통령 알렉산데르 크바스니에프스키를 포함한 스타들이 참석한 것으로 유명했다.
이 퍼포먼스는 빌 클린턴이 설립한 자선 단체인 클린턴 재단에 기부되었으며, 빌 클린턴은 10월 29일 퍼포먼스에서 짧은 연설을 했다. 이 영화는 또한 잭 화이트, 버디 가이 및 크리스티나 아길레라가 롤링 스톤스와 함께 퍼포먼스하는 모습을 보여준다.

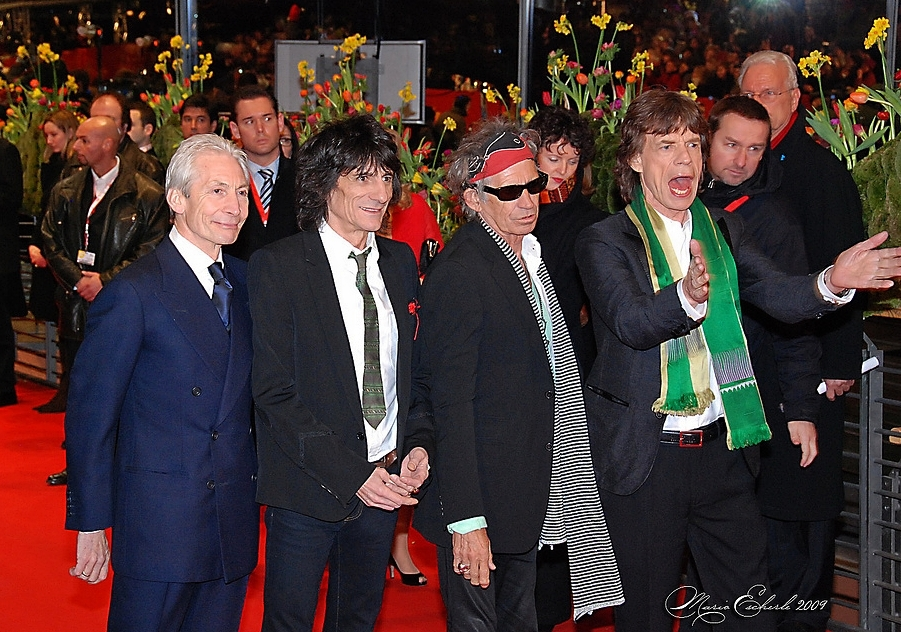
롤링 스톤스 (왼쪽부터: 찰리 와츠, 론 우드, 키스 리처즈, 믹 재거)가 콘서트 다큐멘터리의 월드 프리미어를 위해 2008년 베를린 영화제(Filmfestspiele Berlin/Berlinale)에서.

10월 29일 쇼에 앞서, 애틀랜틱 레코드의 공동 창립자이자 중역이자 로큰롤 명예의 전당 및 박물관 이사회 의장이었던 83세의 아메트 어터건은 VIP 사교 공간인 "래틀스네이크 인"의 백스테이지에서 넘어져 콘크리트 바닥에 머리를 부딪혔다. 그는 병원으로 급히 이송되었고, 2006년 12월 14일에 사망했다. 이 영화는 그의 기억에 헌정되었다.
키보디스트 척 리벨의 투어 일기에 따르면, 믹 재거는 목 문제로 아팠고, 이로 인해 롤링 스톤스의 예정된 애틀랜틱 시티 콘서트가 연기되었으며 10월 31일 비컨 극장 쇼는 믹 재거가 회복할 수 있도록 11월 1일로 옮겨졌다.
"Sympathy for the Devil"에서 생략된 가사는 주목할 만하다. 아마도 클린턴의 존재 때문에 믹 재거는 "누가 케네디들을 죽였는지 소리쳤다? 결국, 그것은 너와 나였다."라고 부르지 않는다.

## 출연

### 주연
- 믹 재거
- 키스 리처즈
- 찰리 왓츠
- 론 우드

### 조연
- 크리스티나 아길레라
- 버디 가이
- 잭 화이트
- 다릴 존스
- 리사 피셔
- 버나드 파울러
- 브론디 채플린
- 척 리벨
- 바비 키스
- 팀 리스
- 마틴 스콜세지
- 로버트 리처드슨
- 게리 체르카스키
- 알버트 메이슬리스

## 퍼포먼스

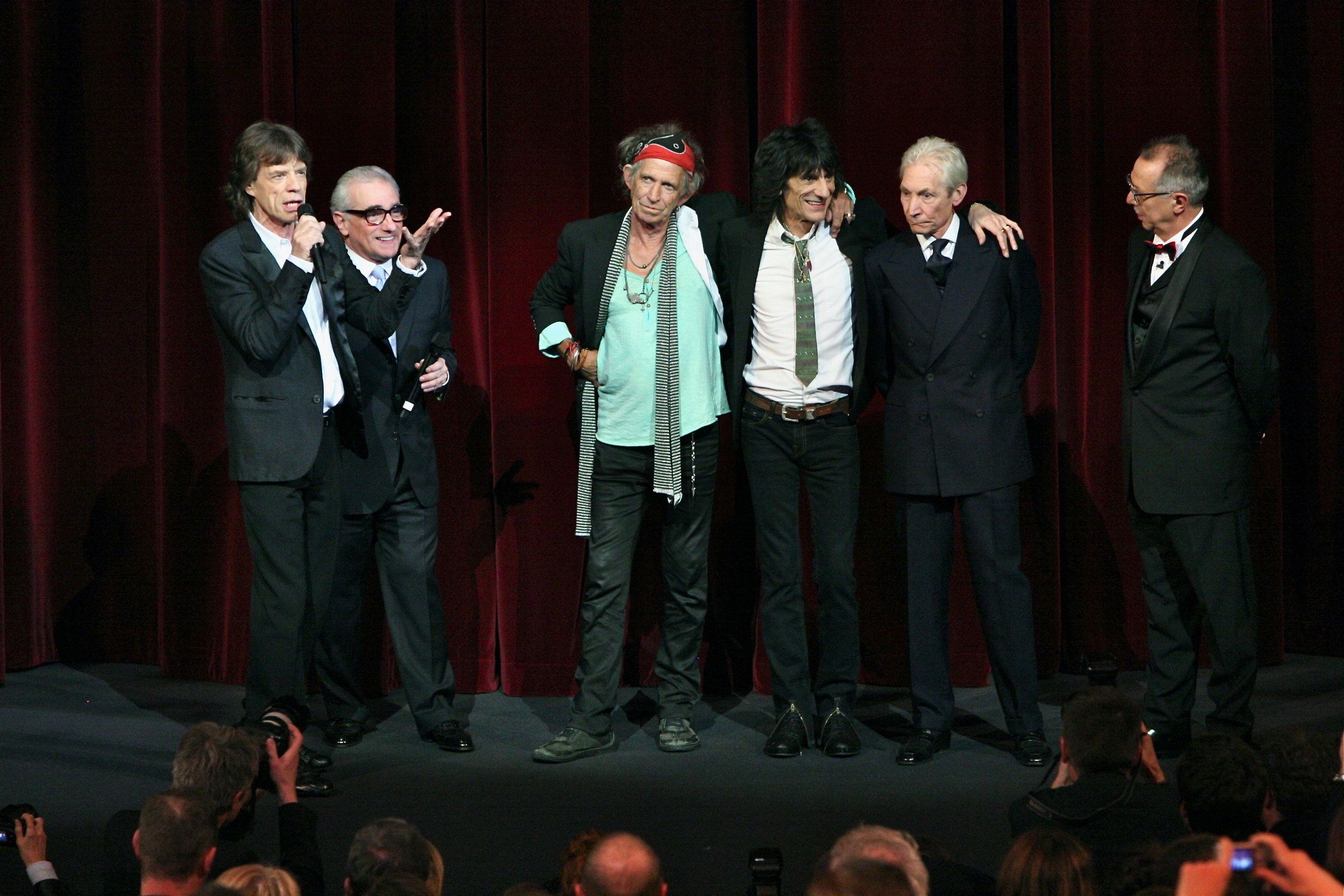
왼쪽부터: 믹 재거, 마틴 스코세이지, 키스 리처즈, 론 우드, 찰리 와츠 그리고 베를린 영화제 디렉터 디터 코슬릭이 샤인 어 라이트의 월드 프리미어 전에.

대부분의 퍼포먼스 영상은 촬영 둘째 날에 수집되었다. "첫날에는 빌 클린턴이 거기 있었다"고 찰리 와츠는 회상했다. "클린턴 부분이 영화에 왜 들어갔는지 모르겠다... 그들은 진정한 로큰롤 사람들이 아니었기 때문에 좀 지루했다. 하지만 믹은 불타올랐다. 세 번째 노래에서 가수인 리사 피셔가 그와 함께 춤을 추고 그녀의 얼굴에 나타나는 표정을 보면 알 수 있다. 그는 프레드 아스테어처럼 뒤로 춤을 춘다."
모든 트랙은 믹 재거와 키스 리처즈의 곡이며, 명시된 경우를 제외한다.
1. "Jumpin' Jack Flash"
2. "Shattered"
3. "She Was Hot"
4. "All Down the Line"
5. "Loving Cup" – 잭 화이트와 함께
6. "As Tears Go By" (재거/리처즈/앤드루 루그 올덤)
7. "Some Girls"
8. "Just My Imagination" (노먼 휘트필드/배럿 스트롱)
9. "Far Away Eyes"
10. "Champagne & Reefer" (머디 워터스) – 버디 가이와 함께; 노래가 끝날 때 리처즈가 기타를 가이에게 주는 것을 볼 수 있다.[5]
11. "Tumbling Dice" (이어서 밴드 소개)
12. "You Got the Silver"
13. "Connection" (불완전/1999년 인터뷰 클립으로 잘림)
14. "Sympathy for the Devil"
15. "Live with Me" – 크리스티나 아길레라와 함께
16. "Start Me Up"
17. "Brown Sugar"
18. " (I Can't Get No) Satisfaction"
19. "Shine a Light" (불완전; 오디오만)

엔딩 크레딧 동안 추가적인 어쿠스틱 연주곡들도 재생된다:
- "Wild Horses"
- "Only Found Out Yesterday" (리처즈)

감독이 자신의 영화에서 롤링 스톤스 음악을 자주 사용하는 것에 대해 언급하면서, 믹 재거는 샤인 어 라이트가 "Gimme Shelter"를 포함하지 않는 유일한 스코세이지 영화일 수도 있다고 농담했다.

## 개봉

### 극장
샤인 어 라이트는 원래 2007년 9월 21일 개봉 예정이었으나, 파라마운트 밴티지는 2008년 4월로 연기했다. 월드 프리미어는 2008년 2월 7일 제58회 베를린 국제 영화제에서 열렸다. 이 영화는 일부 IMAX 영화관에서도 상영되었다. 이 영화의 IMAX 버전은 롤링 스톤스의 두 번째 IMAX 콘서트 영화였으며, 첫 번째는 1991년에 개봉한 Live at the Max였다.

### 홈 미디어
파라마운트 홈 엔터테인먼트에서 샤인 어 라이트는 2008년 7월 29일에 DVD와 블루레이로 출시되었다.
보너스 특전:
- 백스테이지 및 리허설 영상을 담은 "특집 영상"
- "Undercover of the Night"
- "Paint It Black" (일부 에디션에서는 "Black"으로 잘못 표기됨)
- "Little T&A" (일부 에디션에서는 "She's my little rock and roll"로 잘못 표기됨)
- "I'm Free" (일부 에디션에서는 "Free to do what I want"로 잘못 표기됨)

## 반응

### 박스 오피스
샤인 어 라이트는 미국과 캐나다에서 550만 달러, 다른 지역에서 1070만 달러를 벌어들여 전 세계적으로 총 1620만 달러의 수익을 올렸으며, 제작 예산은 100만 달러였다.

### 비평 반응
샤인 어 라이트는 비평가들로부터 대체로 긍정적인 평가를 받았다. 리뷰 애그리게이터 웹사이트 로튼 토마토에서 85% 124명의 평론가의 리뷰는 긍정적이었으며, 평균 평점은 7.3/10이다. 이 웹사이트의 대체적인 의견은 다음과 같다: "팬들에게는 새로운 것이 거의 없을 수 있지만, 마틴 스코세이지가 롤링 스톤스의 전율적인 라이브 쇼를 담은 이 다큐멘터리는 관객들에게 만족감을 선사할 것이다." 가중 평균을 사용하는 메타크리틱에서는 36명의 비평가들의 평가를 바탕으로 100점 만점에 평균 76점을 기록하여 "대체로 호의적인 평가"를 나타냈다.
더 텔레그래프는 샤인 어 라이트를 "스코세이지의 경력을 형성한 음악에 대한 헌정"으로 간주하며, 전통적인 다큐멘터리 제작의 "덫"에서 벗어나 "롤링 스톤스의 본질, 즉 라이브 퍼포먼스"를 포착하는 데 중점을 두었다고 언급했다. 이 신문은 이 영화가 베를린 영화제 데뷔 당시 거의 보편적인 찬사를 받았음을 언급하며 "전율적"이라고 평가했다.